# 董德妃 (後周太祖)
董氏（915年—953年），镇州灵寿人，五代十国后周太祖郭威的妃子。
董氏的祖父董文广在唐末当过州录事参军，其父董光嗣当过赵州昭庆县尉，均为小官。董氏美貌出眾，自幼聪慧，有音乐天分，多才多藝。七岁时镇州兵乱，董氏走失，被潞州牙将所获，收为养女，十分疼爱。十三岁时，她的长兄董瑀四处寻访妹妹下落，终遇见其养父，养父母欣然将她归还。董瑀让她嫁给了同乡刘进超。刘进超在后晋做了小吏。
后晋灭亡，刘进超死于契丹兵乱，董氏寡居于洛阳。郭威第二任妻子杨氏与董氏为乡亲，平时常说董氏贤德。郭威随刘知远路经洛阳时，回忆杨氏的话，以礼纳为妾。951年，后周建立时，郭威第三任妻子张氏在此前被害，未册立皇后，以董氏为德妃。
董妃的大哥董瑀，拜左贊善大夫，二哥元之、三哥自明，都累官歷郡守。